# Fürst Károly
Fürst Károly (1797 körül – Sopron, 1867. április 15.) hites köz- és váltóügyvéd és váltójegyző.

## Élete
Nagybirtokos volt, földbirtokai Sopron mellett terültek el. Az ő kezdeményezésére jött létre Sopronban a Szőlőnemesítő Egyesület (Weinbau Verein). Ezzel kapcsolatosan jelentette meg német nyelvű ismertető füzetét 1847-ben Sopronban, amelyben a borászattal foglalkozott. Elhunyt 1867. április 15-én reggel 1/2 5 órakor tüdőgyulladásban. Örök nyugalomra helyezték 1867. április 17-én délután a győri evangélikus temetőben.

## Műve
- Versuch über den Weinbau und Weinhandel der Oedenburger Gespanschaft im Königreiche Ungarn, Oedenburg, 1847.